# Claude Antoine Dacosta
Claude Antoine Dacosta (ur. 1931, zm. 1 maja 2007) – kongijski polityk, premier Konga od 6 grudnia 1992 do 23 czerwca 1993.
W latach 60. pracował jako dyrektor wodociągów, agronom i w branży leśniczej, później także dla Organizacja Narodów Zjednoczonych do spraw Wyżywienia i Rolnictwa i Banku Światowego. Ukończył studia agronomiczne we Francji. Gdy powrócił do Konga, został szefem biura politycznego Narodowego Ruchu Rewolucyjnego (MRN). W grudniu 1965 został ministrem obrony, później ministrem obrony, a następnie rolnictwa. Później przeniósł się do instytucji międzynarodowych.
Po tym, jak Stéphane Maurice Bongho-Nouarra utracił fotel premiera po wotum nieufności i rozwiązaniu parlamentu, 6 grudnia 1992 prezydent Pascal Lissouba powołał go na szefa rządu jedności narodowej. Władzę miał sprawować do czasu przeprowadzenia kolejnych wyborów latem 1993. Te jednak zostały odwołane, a Dacosta sprawował urząd do 23 czerwca 1993, kiedy to prezydent powołał w jego miejsce Joachima Yhombi-Opango, dawną głowę państwa.
W 1997 drogą zbrojną władzę odzyskał eksprezydent Denis Sassou-Nguesso, co zmusiło Dacostę, Lissoubę i Yhombi-Opango do ucieczki z kraju. W grudniu 2001 Lissoubę oskarżono zaocznie o defraudację i zdradę stanu, a razem z nim na ławie oskarżonych zasiadła także dwójka byłych premierów. Ostatecznie ostatnią dwójkę skazano zaocznie na 20 lat przymusowych prac, a Lissoubę na 30 lattkiej samej kary. Zmarł w Clamart w 2007, nie powróciwszy do kraju.